# Маругаме
Маругаме (јап. 丸亀市) град је у Јапану у префектури Кагава. Према попису становништва из 2005. у граду је живело 110.085 становника.

## Становништво
Према подацима са пописа, у граду је 2005. године живело 110.085 становника.
| 1995.   | 2000.   | 2005.   |
| ------- | ------- | ------- |
| 106.107 | 108.356 | 110.085 |